# Selenidium telepsavi
Selenidium telepsavi is een soort in de taxonomische indeling van de Myzozoa, een stam van microscopische parasitaire dieren. Het organisme komt uit het geslacht Selenidium en behoort tot de familie Selenidiidae. Selenidium telepsavi werd in 1871 ontdekt door Stuart.